# Železniška postaja Opčine
Železniška postaja Opčine (italijansko Stazione ferroviaria Villa Opicina), je ena od železniških postaj v Italiji, ki od leta 1906 oskrbuje Opčine z zaledjem in služi predvsem tovornemu železniškemu prometu.

## Storitve
- Prodaja vozovnic
- Čakalnica
- WC sanitarije
- Parkirišče

## Mobilnost
- Stopnišče za dostop do peronov

## Prometne povezave
- Avtobusno postajališče